# Rogala (herb szlachecki)
Rogala – polski herb szlachecki, noszący zawołanie Rogala. Wzmiankowany w Herbarzu Złotego Runa, spisanym w XV wieku .
Herb występował głównie wśród rodzin osiadłych na Mazowszu oraz w ziemi dobrzyńskiej i bełskiej. Spośród najbardziej znanych rodów pieczętujących się herbem Rogala, należy wymienić Krasickich i Zawadzkich.
Rogali używał też Ignacy Krasicki.

## Opis herbu

### Opis historyczny
Kasper Niesiecki, podając się na dzieła historyczne Bartosza Paprockiego i Szymona Okolskiego, opisuje herb:

Tarcza herbu tego na dwie części wzdłuż przedzielona, po prawej stronie jej, powinien być róg jeleni czerwony, w polu białym, po lewej w polu czerwonem róg bawoli szary.

### Opis współczesny
Opis skonstruowany współcześnie brzmi następująco:
Na tarczy w polu w słup, w I polu czerwonym róg turzy srebrny, w II polu srebrnym róg jeleni czerwony.
W klejnocie samo godło.
Labry herbowe czerwone, podbite srebrem.

## Geneza

### Najwcześniejsze wzmianki
Najstarszym barwnym źródłem polskiej heraldyki rycerskiej jest bogato ilustrowany Kodeks lubiński z Legendą o św. Jadwidze, sporządzony 1353 r. na zamówienie księcia Ludwika I, władcy Brzegu nad Odrą. Wśród zdobiących go miniatur znalazły się dwie przedstawiające bitwę z Tatarami pod Legnicą, gdzie poległ książę Henryk Pobożny. Na tych miniaturach widać rycerzy polskich noszących tarcze z herbami: Glaubicz, Grzymała, Brochwicz, Poraj, Rogala, Rotkirch i innymi.

### Legenda
Według legendy herbowej XII wiek, herb miał powstać w następujący sposób: „(...) miało się to dziać w roku 1109 za Bolesława Krzywousta książęcia polskiego, gdy, albowiem ten pan powracał z Pruskiej i Pomorskiej expedycyi, stanął pod Raskami, gdzie gdy dla rozrywki książęcej, różnego zwierza prezentowano, a między nimi bawoła, ten rozjuszony, wszystkim impetem leciał na Biberszteina odważnego rycerza, nic się tem nieustraszył (!) mężny Bibersztein, i owszem pochwyciwszy bawoła za róg, tak mocno skręcił, aż róg mu jeden złamał: co widząc Krzywousty, do dawnego z przodków swoich jeleniego rogu, bawoli mu w herbie przydał.”

## Herbowni

### Lista Tadeusza Gajla
Lista herbownych w artykule sporządzona została na podstawie wiarygodnych źródeł, zwłaszcza klasycznych i współczesnych herbarzy. Należy jednak zwrócić uwagę na częste zjawisko przypisywania rodom szlacheckim niewłaściwych herbów, szczególnie nasilone w czasie legitymacji szlachectwa przed zaborczymi heroldiami, co zostało następnie utrwalone w wydawanych kolejno herbarzach. Identyczność nazwiska nie musi oznaczać przynależności do danego rodu herbowego. Przynależność taką mogą bezspornie ustalić wyłącznie badania genealogiczne.
Pełna lista herbownych nie jest dziś możliwa do odtworzenia, także ze względu na zniszczenie i zaginięcie wielu akt i dokumentów w czasie II wojny światowej (m.in. w czasie powstania warszawskiego w 1944 spłonęło ponad 90% zasobu Archiwum Głównego w Warszawie, gdzie przechowywana była większość dokumentów staropolskich). Lista nazwisk znajdująca się w artykule pochodzi z Herbarza polskiego, Tadeusza Gajla (399 nazwisk). Występowanie na liście nazwiska nie musi oznaczać, że konkretna rodzina pieczętowała się herbem Rogala. Często te same nazwiska są własnością wielu rodzin reprezentujących wszystkie stany dawnej Rzeczypospolitej, tj. chłopów, mieszczan, szlachtę. Jest to jednakże dotychczas najpełniejsza lista herbownych, uzupełniana ciągle przez autora przy kolejnych wydaniach Herbarza. Tadeusz Gajl wymienia następujące nazwiska uprawnionych do używania herbu Rogala:
|  | Arbaszewski. Bajewski, Bandorski, Bech, Bechowski, Becke, Behr, Bendorski, Ber, Białkowski, Biberstein, Bielanowski, Bieniecki, Bliński, Błeszyński, Błoński, Bobola, Bojakowski, Bolko, Bolszewski, Bolszowski, Bołoto, Borowski, Brodziński, Brodzyński, Brudziński, Brudzyński, Brzezański, Brzezieński, Brzeziński, Brzeżanski, Budlewski, Butkowski, Bzowski. Charbaszewski, Charmański, Charmiński, Charytonienko, Chądzyński, Chinowski, Chormański, Chrzanowski, Chynowski, Cielemecki, Cielemęcki, Cieśliński, Czachorowski, Czambor, Czarnocki, Czartkowski, Czekanowski. Dawidowicz, Dmowski, Dobryszewski, Dobrzyszewski, Drogosz, Duchnowski, Duczymiński, Duczyński, Duszakiewicz, Dybowski, Dziatkowski. Ejtmin, Ejtminowicz, Eumanow. Filcz, Filtz, Franio. Gintowt, Głuchowski, Głuszyński, Gnojeński, Gocłowski, Gorny, Gorski, Górski, Grabowieński, Gronowski, Grunenberg, Grzebski, Grzembski, Grzębski. Harbaszewski, Harbuszewski, Hermeus, Hirosz, Hodicki, Horbaczewski. Jarzecki, Jarzęcki, Jarzycki, Jarżecki, Jasieński, Jasiński, Jezierski, Jutowski, Jutrowski. Kaczur, Kaczura, Kałuski, Kamieński, Karniewski, Kaźniewski, Każniewski, Kiciński, Kielpieński, Kiełdysz, Kiełpiński, Kiełpsz, Kieszkowski, Kildysz, Kiłdysz, Klonowski, Kłokocki, Kobryński, Kobrzyński, Kociański, Kocieński, Kociński, Koczarowski, Koczorowski, Kolbrzyński, Kolczycki, Kolczyński, Koliczewski, Koliczkowski, Kolitowski, Korzeniowski, Kosieński, Kosiński, Kostecki, Kostkiewicz, Kostrowicki, Kostrowiecki, Koszkiewicz, Kościeński, Kościński, Kozubowski, Kozubski, Krasicki, Krasowski, Krassowski, Krążewski, Kruszewski, Krynicki, Kryński, Kukliński, Kulczyński, Kuliczkowski, Kummern, Kunstetter, Kurosz, Kurski, Kurządkowski, Kurzątkowski, Kuwieczyński. Lapanowski, Latyczyński, Lechwal, Leszczeński, Leszczyński, Lewald, Lewalt, Lewicki, Lewoniewicz, Lgocki, Lichowski, Lidiowski, Lipski, Lissonicki, Lissoniski, Locka, Loga, Loka, Lork, Lubonicki, Lubonidzki, Luboniecki, Luboński, Luka, Luko, Lunowski. Łapanowski, Łapinoski, Łapinowski, Łapiński, Łaski, Łazowski, Łobanowski, Łosicki, Łosiecki, Łoski, Łoziński, Łuka, Łukowski, Łysomicki. Macewicz, Machciński, Machnacki, Makowecki, Makowiecki, Marciewski, Marczewski, Markiewicz, Marszewski, Martański, Marusiewski, Maruszewski, Miedyn, Milanowski, Mirosławski, Młodzianowski, Modrzewski, Morkiewicz, Możarowski. Nakonieczny, Niczgorski, Niczgórski, Niwicki, Nosalski, Nowicki. Odrzywolski, Onisko, Orczyński, Orechwa, Orechwo, Orzechowski, Osikowski, Oskolski, Osmolski, Osmólski, Ostrowski. Paczkowski, Pałukowski, Parafianowicz, Parafinowicz, Paruszewski, Pawłowicz, Piechowski, Pikulski, Pilchowski, Pilichowski, Pilik, Pilkiewicz, Pilko, Pliszkowski, Płachecki, Ponikiewski, Ponikowski, Popiełowski, Popławski, Poruć, Poruszewski, Potrykowski, Powalski, Powołkowski, Powołowski, Powsiński, Przeciszewski, Przeciszowski, Pukanowicz, Punikiewski, Punikowski. Radecki, Radomiński, Radoszewski, Radzikowski, Rajkowski, Rasiński, Raszyński, Raykowski, Reczajski, Reczyński, Rembiewski, Remiszowski, Rębiewski, Ręczajski, Ręczyński, Rogala, Rogalewicz, Rogalewski, Rogaliński, Rogalski, Rogaski, Rogieński, Rogiński, Rogowicz, Rogowski, Rogulski, Rokicki, Rosocki, Rozwadowski, Rożycki, Różycki, Rudgierz, Runowski, Ryński, Rzekiecki, Rzuchowski. Sadłowski, Sanchocino, Sancygniewski, Sąchocki, Seroczyński, Sidłowski, Sieciński, Sieczyński, Sienicki, Sierpiński, Skalski, Skałka, Skolski, Skomowski, Skromowski, Skulski, Sławkowski, Słąkowski, Słodzej, Słodziej, Słonkowski, Sobeściański, Sobieński, Sobieszczański, Sobieściański, Sokołowski, Suchociński, Swaracki, Swarecki, Swarocki, Sworacki, Szczygielski, Szwaracki, Szwaradzki. Świerski, Świrski. Targowski, Tatkiewicz, Tchorzewski, Tchórzewski, Tchórzowski, Tittmansdorf, Trembiński, Trębiński, Trosiński, Troszyński, Truszyński, Trzylatkowski, Trzylatowski, Turski, Tyrau. Uleski, Uwieleński, Uwieliński, Uwiliński, Użemcewicz, Użemiedzki, Użumiedzki. Wasiewski, Wasilewski, Wasilowski, Wągrocki, Wągrodzki, Wągroski, Wągrowski, Wencki, Wendrychowski, Wensło, Wessel, Weytko, Węcki, Wędrychowski, Węgrzynowski, Węsło, Wężeł, Widleński, Widliński, Wirski, Witnikowicz, Wituński, Wybicki, Wydrażewski, Wydrzycki, Wysocki, Wyssel, Wyszel. Zaborowski, Zagorski, Zagorzycki, Zagórny, Zagórski, Zawadzki, Zembocki, Zembowski, Zębocki, Zieliński. Żabrański, Żarnowski, Żaryński, Żernicki, Żyrnicki |

### Pozostałe nazwiska
Spośród nazwisk nie figurujących na liście Tadeusza Gajla, należy wymienić nazwisko Kaczorowski oraz Wiśniewski.

## Galeria

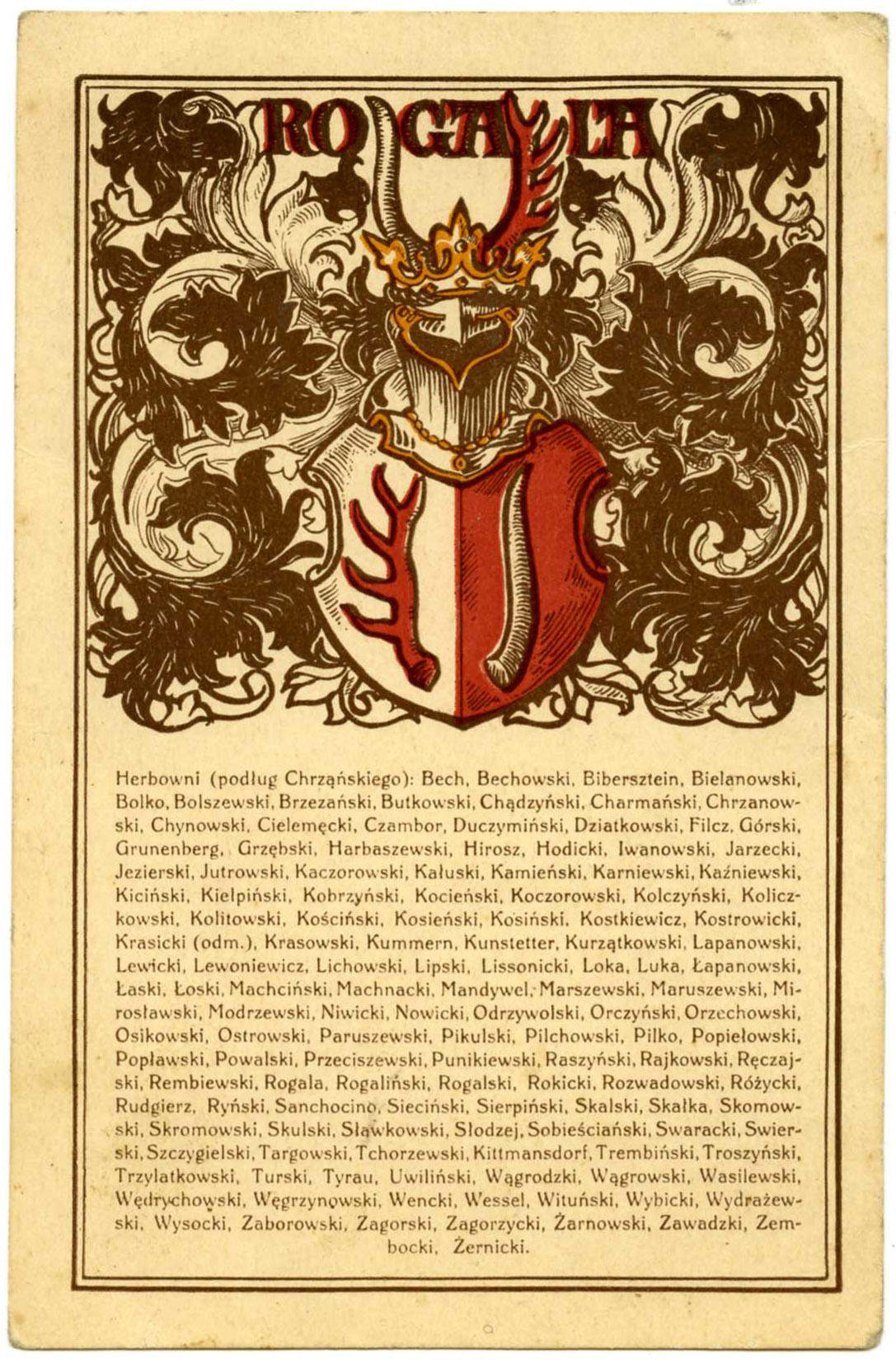
Polska przedwojenna pocztówka z herbem Rogala
- Dowód szlachectwa Budlewskich herbu Rogala. Wypis z Ksiąg Szlacheckich Obwodu Białostockiego
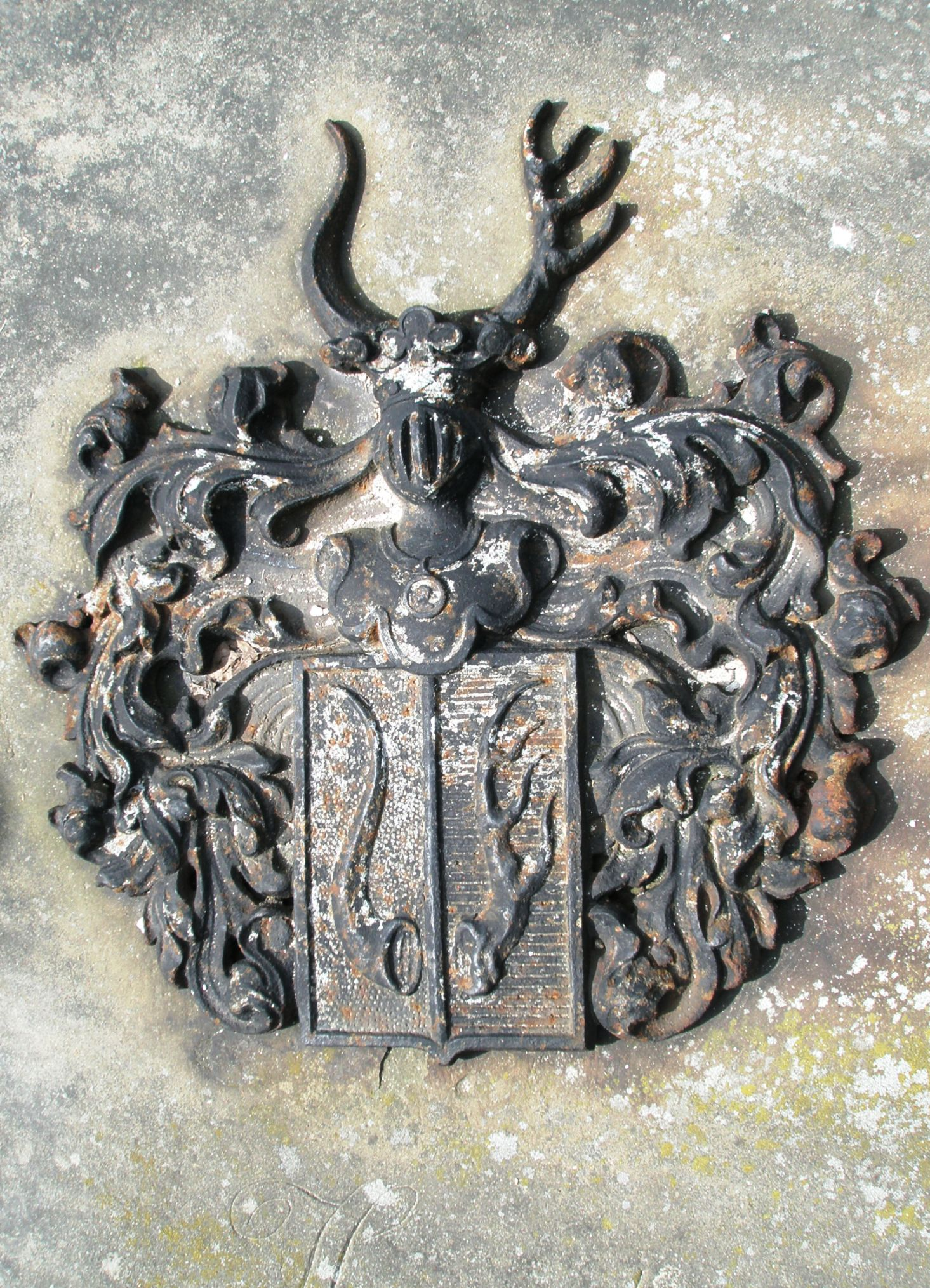
Relief herbu Rogala w Ligotce Kameralnej
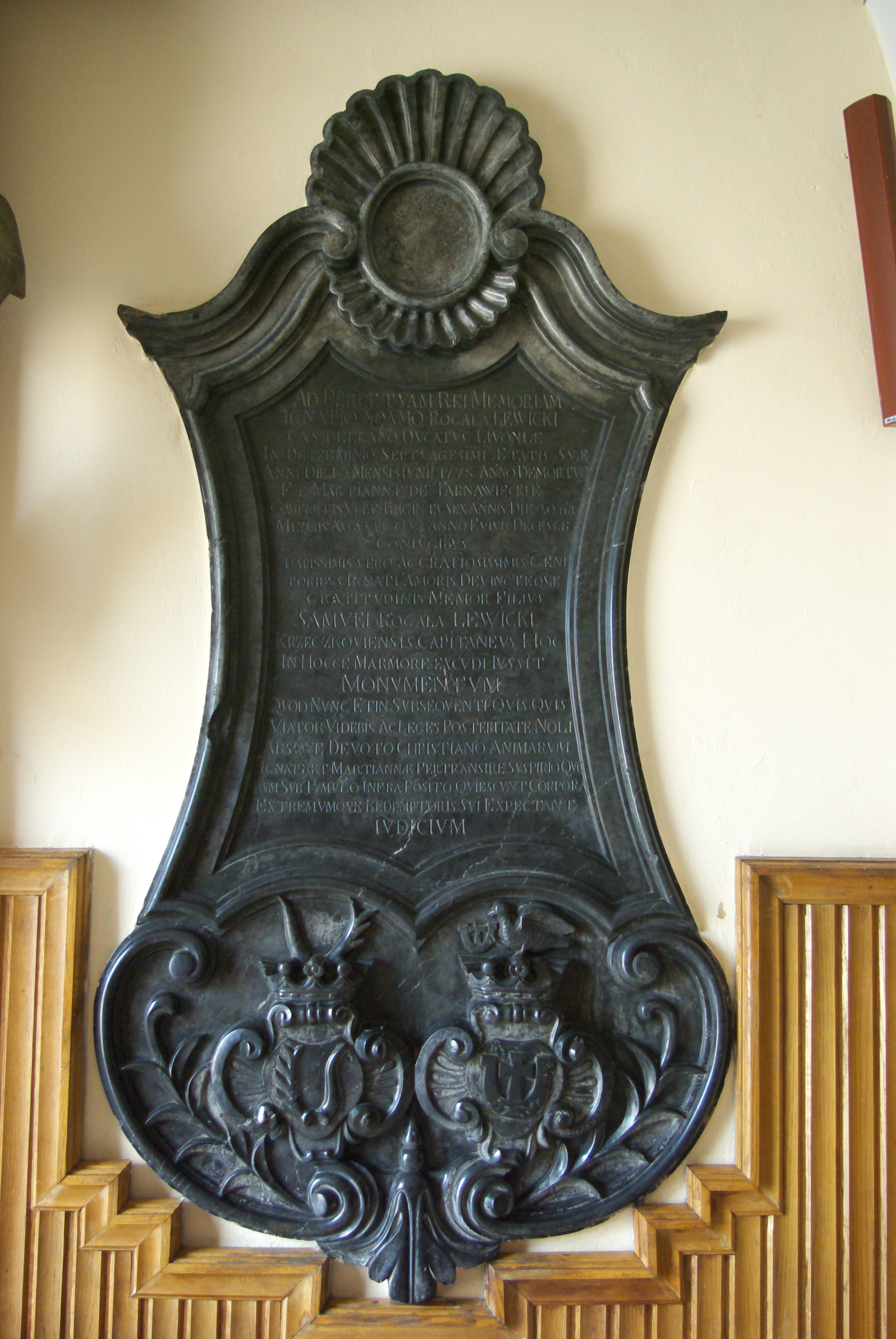
Epitafium Adama Lewickiego h. Rogala i Marcjanny Tarnawiej h. Jastrzębiec
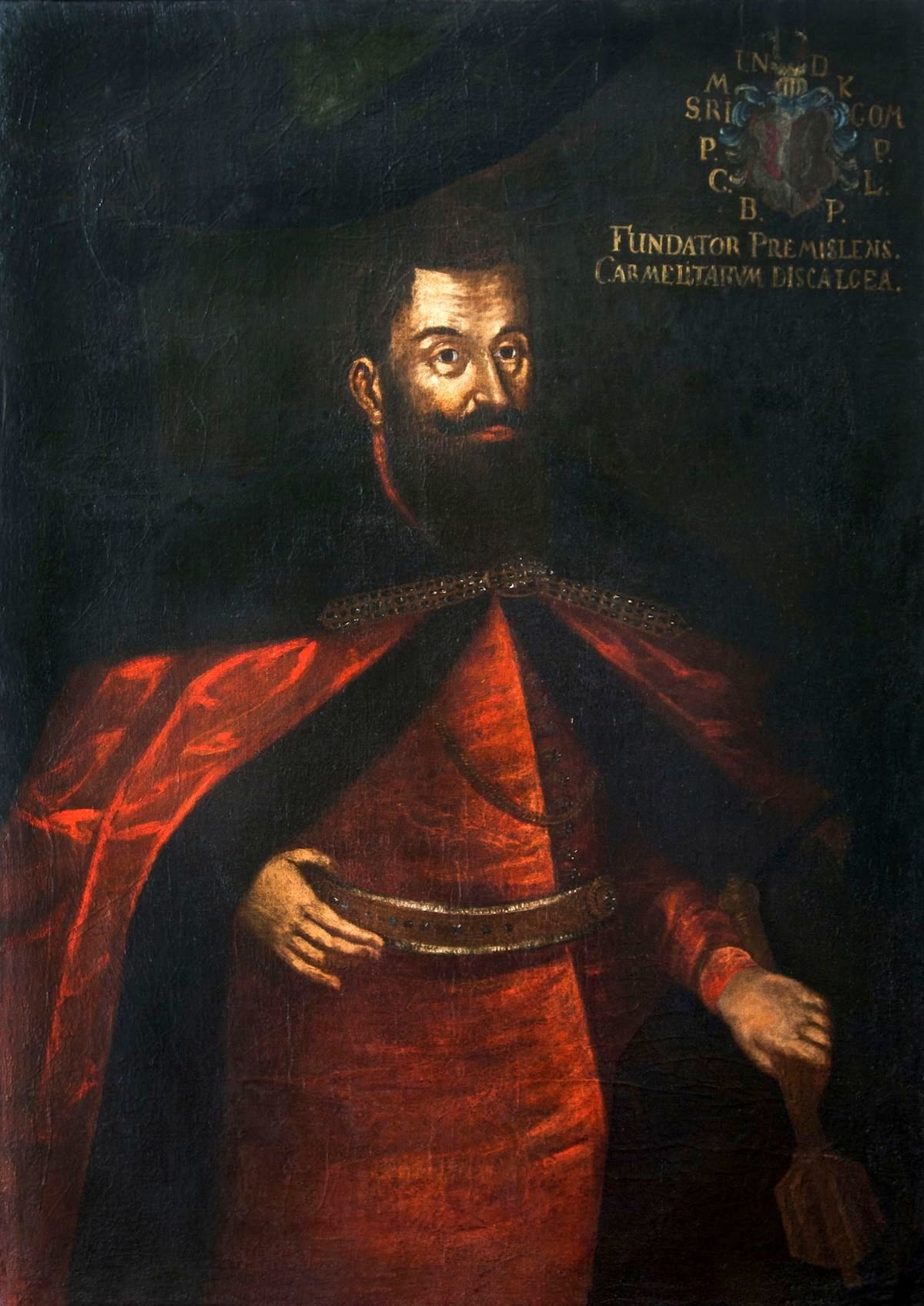
Portret Marcina Krasickiego z herbem Rogala
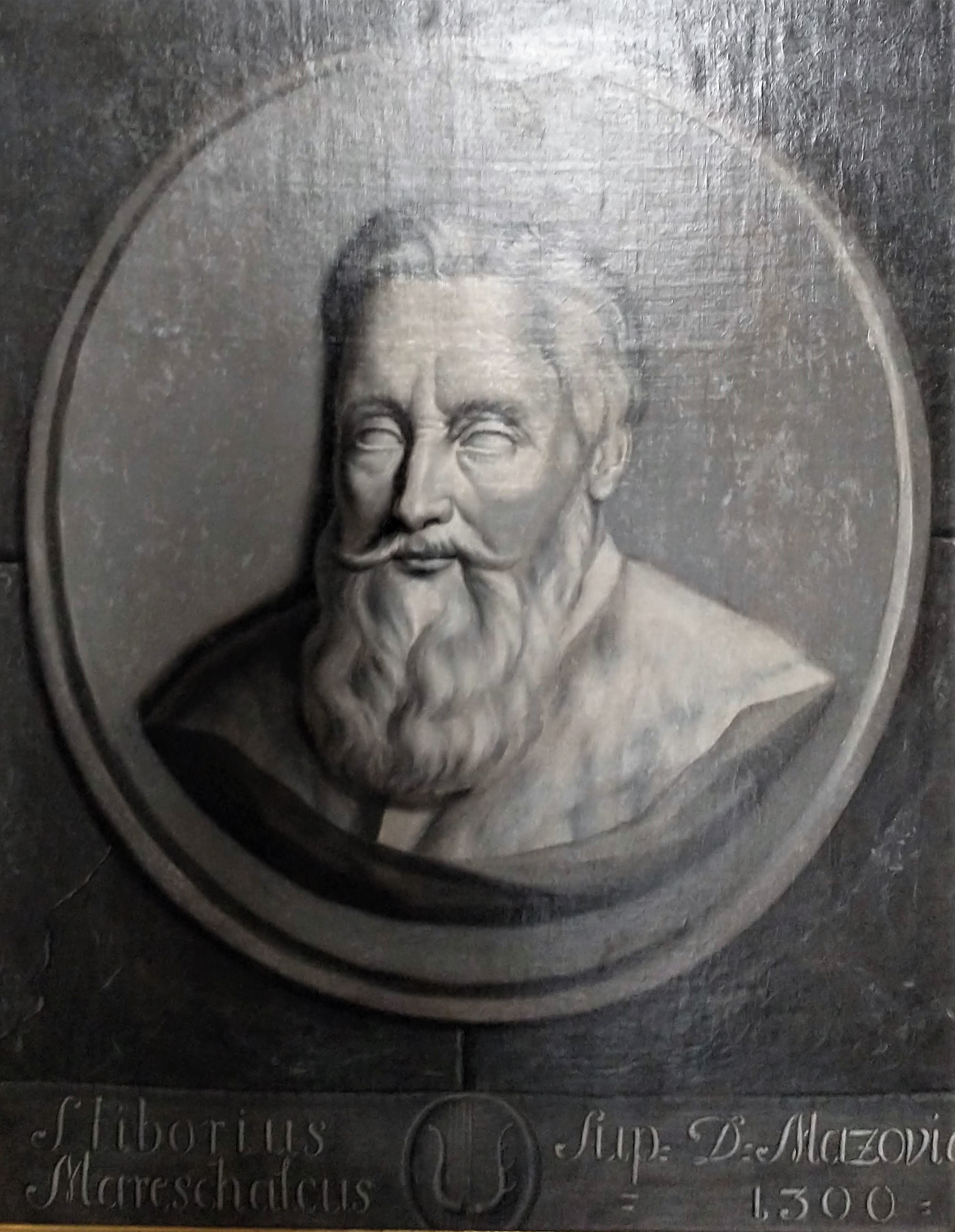
Portet Ścibora Rogali wraz z herbem
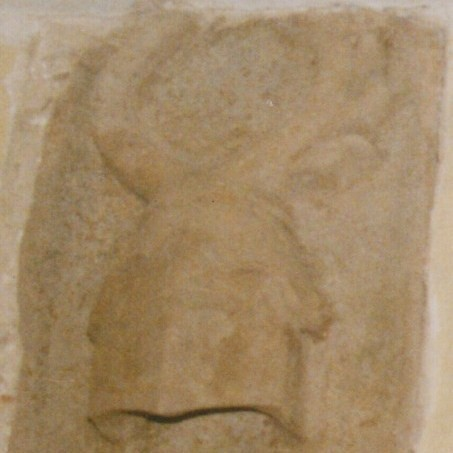
Herb Rogala na kościele w Świętomarzu, datowany na ok. 1370 rok
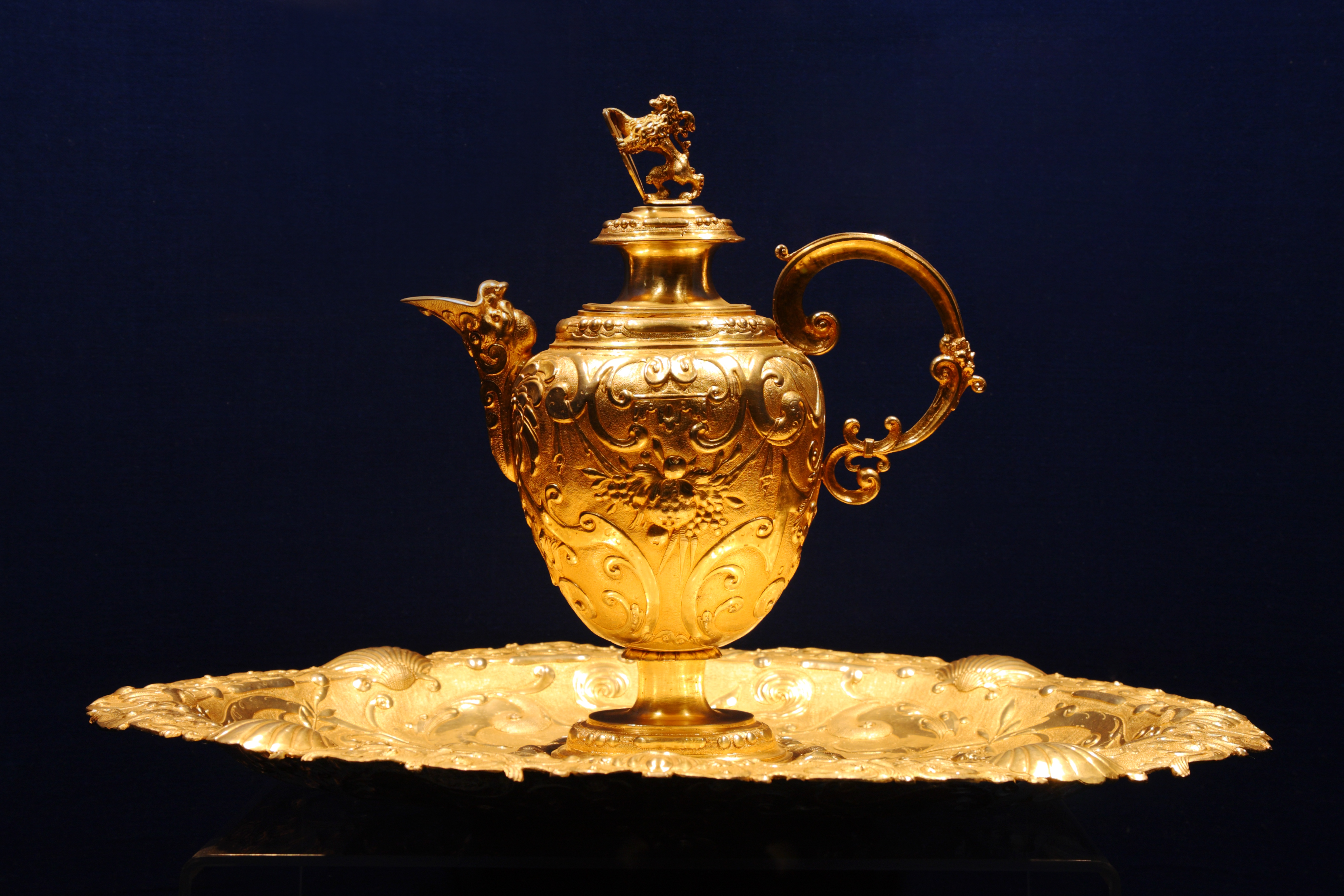
Zestaw do mycia rąk Jana Loki z herbem Rogala, jednakże herbu nie widać na zdjęciu
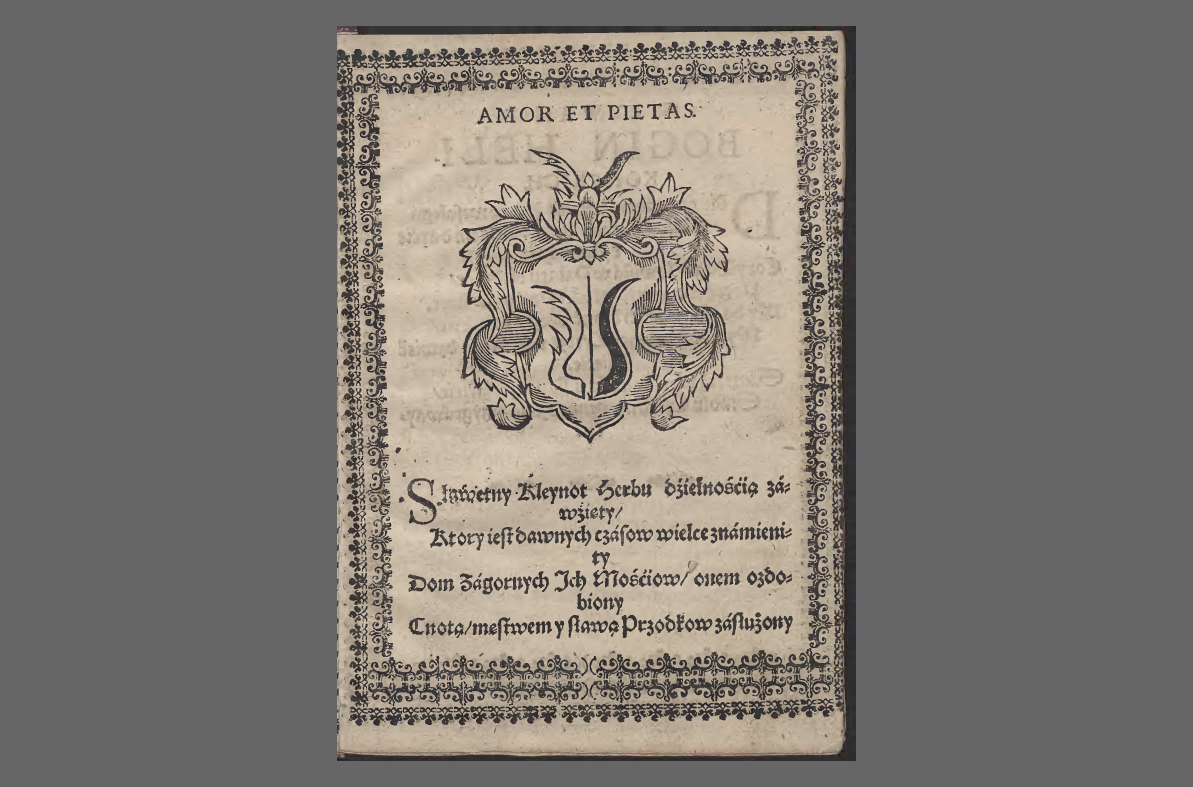
Akt weselny Jakuba Zagórnego i Zuzanny Konopniczanki
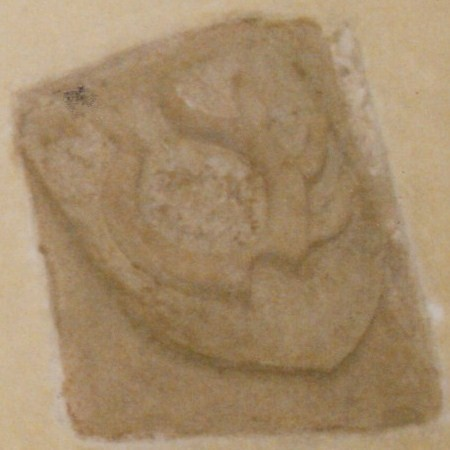
Herb Rogala na kościele w Świętomarzu, datowany na ok. 1370 rok